# Imtiaz Bhatti
Imtiaz Ahmed Bhatti (* 18. April 1933 in Gujrat, Britisch-Indien) ist ein ehemaliger pakistanischer Radrennfahrer und nationaler Meister im Radsport.

## Sportliche Laufbahn
Bhatti war im Bahnradsport und im Straßenradsport aktiv. Er war Teilnehmer der Olympischen Sommerspiele 1952 in Helsinki. Im Straßenrennen schied er vorzeitig aus. Auf der Bahn bestritt er das 1000-Meter-Zeitfahren, wo er den 25. Rang belegte.
In den 1940er und 1950er Jahren gewann er mehrere nationale Titel im Radsport.

## Berufliches
Bhatti war ab 1953 Luftwaffenpilot in der Pakistan Air Force. 1988 ging er als Luftkommodore in den Ruhestand. Er wurde unter anderem mit dem Sitara-i-Imtiaz für seinen militärischen Einsatz ausgezeichnet. Nach seiner Zeit beim Militär war er von 1990 bis 1992 Botschafter und Hochkommissar Pakistans für Burundi, Madagaskar, Malawi und Tansania.